# Parizer

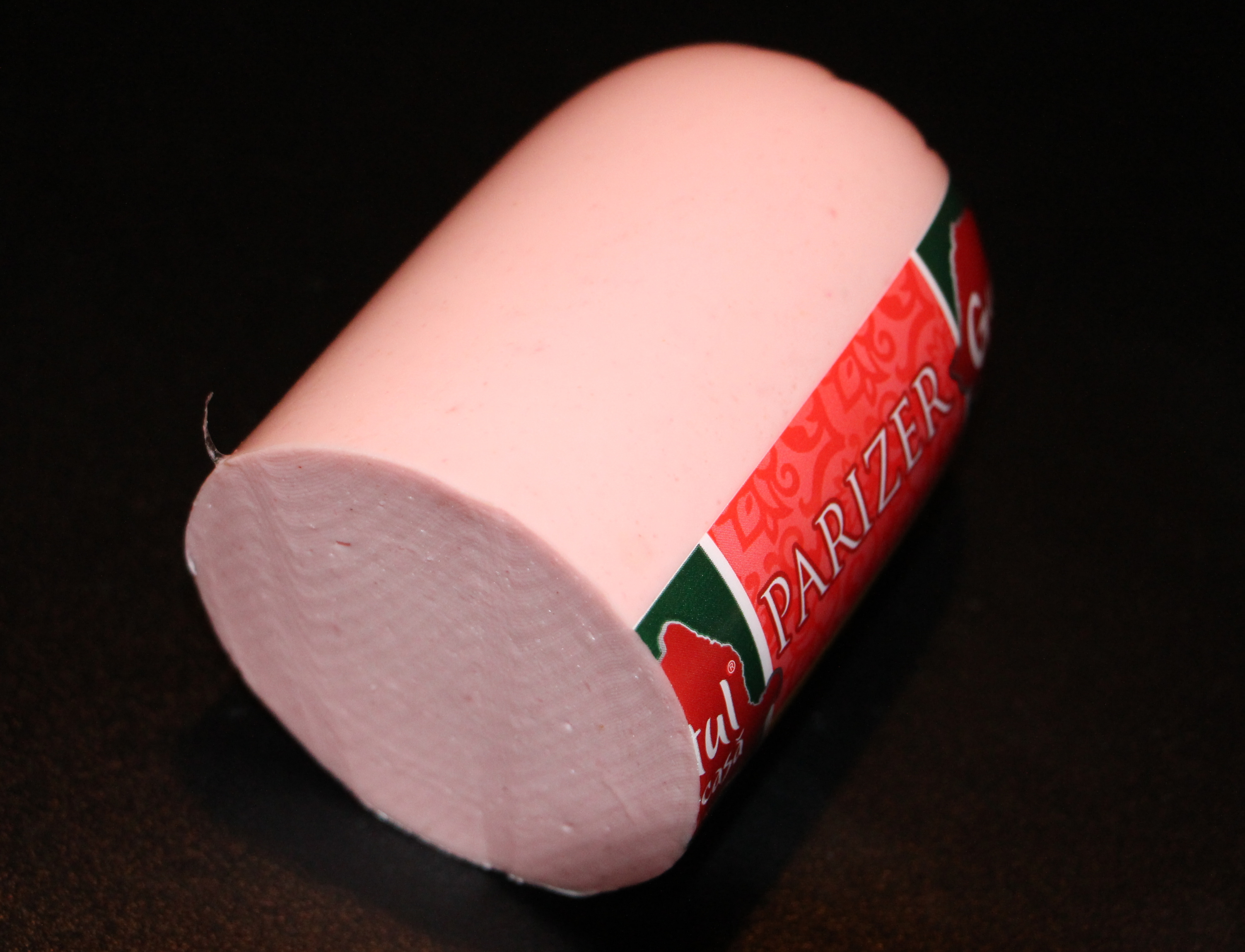
Parizer

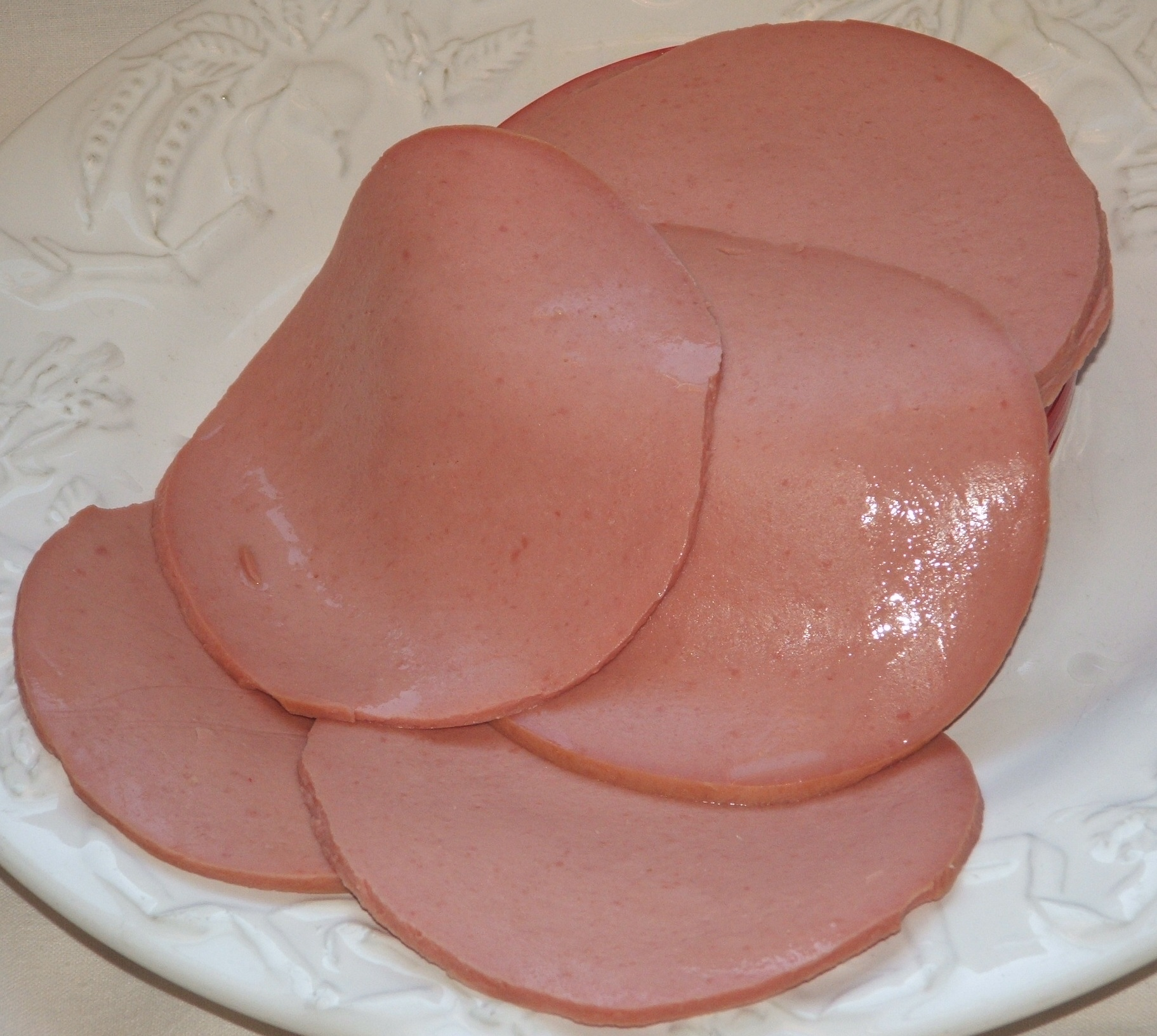
Parizer

Parizerul este un cârnat din carne de porc tocată fin amestecată cu slănină, similar cu Mortadella⁠(d), originar din orașul Bologna. Printre condimentele tipice pentru parizer se numără piperul negru, nucșoara, ienibaharul, semințele de țelină și coriandrul.
Parizerul se numește astfel în Ungaria, România și țările din fosta Iugoslavie, bologna sau baloney în majoritate țărilor vorbitoare de limbă engleză, polony în Zimbabwe, Zambia, Africa de Sud și Australia de Vest, devon în majoritatea statelor Australiei și fritz în Sudul Australiei.
În America de Nord, o utilizare simplă și populară este în sandvișul cu parizer.

## Variante
Pe lângă carnea de porc, parizerul poate fi făcut din pui, curcan, carne de vită, dintr-o combinație de cărnuri sau din proteine din soia.

### Parizerul în România
Parizerul se produce în România cel puțin din anul 1954. Este adesea consumat prăjit sau pane sau folosit în rețete ca o alternativă ieftină pentru carne.

### Parizerul în SUA

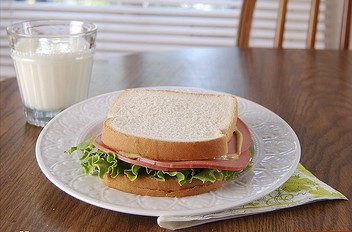
Sendviș cu parizer

Reglementările guvernamentale americane impun ca parizerul american să fie măcinată fin și fără bucăți vizibile de grăsime.

### Polony
În Regatul Unit și în Irlanda, un polony este un cârnat din carne de porc și carne de vită fin măcinată. Denumirea, derivată probabil din "Bologna", este folosită încă din secolul al XVII-lea. Produsul modern este de obicei gătit într-o piele roșie sau portocalie și se servește sub formă de felii reci.
Polony-ul sud-african este asemănător cu parizerul în ceea ce privește consistența și aspectul și este, de obicei, ieftin. Polony-ul de diametru mare (colorat artificial) de culoare roz este denumit french polony. Polony-ul cu usturoi este, de asemenea, disponibil pe scară largă. 

### Parizer vegetal
Sunt disponibile în lume diverse versiuni vegetariene și vegane de parizer. O rețetă tipică din Marea Britanie folosește proteine din soia și grâu în locul cărnii slabe și ulei de palmier în loc de slănină, împreună cu amidon și arome. Poate fi consumat rece sau gătit în aceleași moduri ca și parizerul tradițional.